# Fedde Leysen
Fedde Leysen (Bélgica, 9 de julio de 2003) es un futbolista belga que juega de defensa en el Royale Union Saint-Gilloise de la Primera División de Bélgica.

## Trayectoria
Comenzó su carrera con el Jong PSV. Jugó 53 partidos en 2 temporadas para el Jong PSV en la Eerste Divisie.
El 13 de junio de 2023 el Royale Union Saint-Gilloise confirmó su fichaje con un contrato de 3 años hasta 2026.

## Estadísticas

### Clubes
Actualizado al último partido disputado el 2 de noviembre de 2024.
| Club                                  | Div.          | Temporada     | Liga  | Liga  | Copas nacionales | Copas nacionales | Copas internacionales | Copas internacionales | Total | Total |
| Club                                  | Div.          | Temporada     | Part. | Goles | Part.            | Goles            | Part.                 | Goles                 | Part. | Goles |
| ------------------------------------- | ------------- | ------------- | ----- | ----- | ---------------- | ---------------- | --------------------- | --------------------- | ----- | ----- |
| Jong PSV · Países Bajos               | 2.ª           | 2020-21       | 2     | 0     | ―                | ―                | ―                     | ―                     | 2     | 0     |
| Jong PSV · Países Bajos               | 2.ª           | 2021-22       | 19    | 3     | ―                | ―                | ―                     | ―                     | 19    | 3     |
| Jong PSV · Países Bajos               | 2.ª           | 2022-23       | 31    | 2     | ―                | ―                | ―                     | ―                     | 31    | 2     |
| Jong PSV · Países Bajos               | Total club    | Total club    | 52    | 5     | 0                | 0                | 0                     | 0                     | 52    | 5     |
| Royale Union Saint-Gilloise · Bélgica | 1.ª           | 2023-24       | 4     | 0     | 3                | 1                | 2                     | 0                     | 9     | 1     |
| Royale Union Saint-Gilloise · Bélgica | 1.ª           | 2024-25       | 9     | 0     | 2                | 1                | 2                     | 0                     | 13    | 1     |
| Royale Union Saint-Gilloise · Bélgica | Total club    | Total club    | 13    | 0     | 5                | 2                | 4                     | 0                     | 22    | 2     |
| Total carrera                         | Total carrera | Total carrera | 65    | 5     | 5                | 2                | 4                     | 0                     | 74    | 7     |

## Palmarés

### Títulos nacionales
| Título                      | Club                 | País    | Año  |
| --------------------------- | -------------------- | ------- | ---- |
| Copa de Bélgica             | Union Saint-Gilloise | Bélgica | 2024 |
| Supercopa de Bélgica        | Union Saint-Gilloise | Bélgica | 2024 |
| Primera División de Bélgica | Union Saint-Gilloise | Bélgica | 2025 |